# تیفانی اوانس
تیفانی اوانس (انگلیسی: Tiffany Evans؛ زادهٔ ۴ اوت ۱۹۹۲) یک موسیقی‌دان اهل ایالات متحده آمریکا است. وی از سال ۲۰۰۳ میلادی تاکنون مشغول فعالیت بوده‌است.

## فیلم‌شناسی
برخی از فیلم‌های تیفانی اوانس:

### فیلم سینمایی
- خاطرات یک زن سیاه پوست (۲۰۰۵)
- انیمیشن تارزان ۲ (۲۰۰۵)

### مجموعه‌های تلویزیونی
- محله (۲۰۰۷)
- مجموعه تلویزیونی نظم و قانون: واحد قربانیان ویژه (۲۰۰۷)
- مجموعه تلویزیونی چهارگانه (۲۰۱۷)